# Морано-Калабро
Морано-Калабро (італ. Morano Calabro, сиц. Muranu) — муніципалітет в Італії, у регіоні Калабрія,  провінція Козенца.
Морано-Калабро розташоване на відстані близько 390 км на південний схід від Рима, 115 км на північ від Катандзаро, 65 км на північ від Козенци.
Населення — 4654 особи (2014).
Щорічний фестиваль відбувається 20 травня. Покровитель — San Bernardino da Siena.

## Демографія
Населення за роками:

Станом на 1 січня 2023 року в муніципалітеті офіційно проживали 74 іноземці з 17 країн, серед них 31 громадянин країн Євросоюзу та 12 громадян України.

## Сусідні муніципалітети
- Кастровілларі
- Морманно
- Ротонда
- Сан-Базіле
- Сарачена
- Терранова-ді-Полліно
- Віджанелло